# Edward Hrynkiewicz
Edward Michał Hrynkiewicz (ur. 12 września 1948 w Żurawicy koło Przemyśla) – polski naukowiec, inżynier elektronik, nauczyciel akademicki i profesor nauk technicznych, naukowo specjalizujący się w zwielokrotnianiu częstotliwości i liczby impulsów, syntezie logicznej, projektowaniu urządzeń cyfrowych oraz układach i systemach programowalnych. Od 1972 r. związany z Wydziałem Automatyki, Elektroniki i Informatyki Politechniki Śląskiej w Gliwicach.

## Życiorys
W 1971 r. uzyskał na Wydziale Automatyki (dziś Wydział Automatyki, Elektroniki i Informatyki) Politechniki Śląskiej tytuł magistra inżyniera automatyki ze specjalnością elektroniczne urządzenia automatyki. W 1978 na Wydziale Automatyki i Informatyki Politechniki Śląskiej otrzymał stopień naukowy doktora nauk technicznych. Tam też na podstawie dorobku naukowego oraz monografii habilitacyjnej nadano mu w 1992 stopień naukowy doktora habilitowanego. W 2014 otrzymał tytuł profesora nauk technicznych.
Został profesorem zwyczajnym Politechniki Śląskiej na Wydziale Automatyki, Elektroniki i Informatyki. Pełnił funkcję dyrektora Instytutu Elektroniki na tym Wydziale. Wszedł w skład Komitetu Elektroniki i Telekomunikacji Polskiej Akademii Nauk oraz Komisji Elektroniki przy Katowickim Oddziale PAN, której przez dwie kadencji był przewodniczącym. Był powoływany do składu Komisji Elektroniki Komitetu Badań Naukowych i MNiSW. Był przedstawicielem Polski w Komitecie TC 4.1 (Components and Technologies for Control) Międzynarodowej Federacji Automatyki (International Federation of Automatic Control, IFAC).

## Działalność badawcza
Działalność naukowa prof. E. Hrynkiewicza skupiała się na kilku obszarach badawczych. Pierwszym z nich był obszar dotyczący cyfrowych układów zwielokrotniania częstotliwości i liczby impulsów, cyfrowych generatorów przebiegów sinusoidalnych infraniskich częstotliwości wykorzystujących integratory cyfrowe, sposobów linearyzacji charakterystyk przetworników pomiarowych realizowanych w trakcie procesu przetwarzania przetwornika A/C i wykorzystania funkcji prostokątnej {\displaystyle \Pi (x)} w procesie zwielokrotniania częstotliwości i opisu działania wybranych układów cyfrowych. Prace związane z cyfrowymi układami zwielokrotniania częstotliwości i liczby impulsów były prezentowane na Krajowej Konferencji Teoria Obwodów i Układy Elektroniczne (KKTOiUE) w latach 1983–1990 i na konferencjach dziedzinowych w Paryżu i Magdeburgu oraz zostały zebrane w jego rozprawie habilitacyjnej. Drugim obszarem jego działalności naukowej jest rozwój metod i narzędzi do wspomagania projektowania i realizacji układów cyfrowych w strukturach programowalnych, głównie zagadnienia minimalizacji i dekompozycji. Realizując badania w tym obszarze opracował metodę minimalizacji zespołu funkcji logicznych przez redukcję przestrzeni zajmowanej przez generowane implikanty. W odniesieniu do syntezy i dekompozycji funkcji logicznych jest współautorem metody syntezy struktur FPGA typu tablicowego sposobów dekompozycji opartych na rozszczepianiu węzłów binarnych diagramów decyzyjnych (węzły BDD). Realizował także badania nad opracowaniem sposobów dekompozycji funkcji logicznych w dziedzinie spektralnej Reeda-Mullera oraz dekompozycji systemu wnioskowania rozmytego. Trzeci obszar badawczy dotyczył sterowników programowalnych. Prof. E. Hrynkiewicz, wraz ze współpracownikami zaproponował szereg struktur szybkodziałających sterowników programowalnych.
Prof. Edward Hrynkiewicz jest autorem lub współautorem ponad 190 publikacji naukowych, 9 patentów, 2 monografii i trzech skryptów akademickich. Wygłosił ponad 100 referatów na konferencjach krajowych i międzynarodowych. Był kierownikiem lub wykonawcą w krajowych i międzynarodowych projektach, m.in. w projekcie Embedded Systems and Biomedical Electronics w ramach polsko-czeskiej umowy międzyrządowej dotyczącej współpracy transgranicznej (partnerem był Uniwersytet Techniczny w Ostrawie), projekcie DC/DC 42V/14V converter for dual voltage cars w ramach polsko-włoskiej umowy międzyrządowej (w partnerstwie z CR Fiat) lub projekcie Implemantation of the control software for the shop of vertical metal sheet etching in the Columbus steelworks in the Republic of South Africa przy współpracy INGELCTRIC GmbH z Niemiec. Organizował lub współorganizował kilkanaście krajowych i międzynarodowych konferencji naukowych, pełniąc też funkcję edytora materiałów konferencyjnych, w tym edytora pomocniczego jednego z działów na kongresie IFAC w Tuluzie. Wygłaszał wykłady zaproszone w Technische Hochschule Nürnberg Georg Simon Ohm w Norymberdze, Uniwersytecie w Rennes I oddz. w Lannion, a także na Uniwersytecie Technicznym w Ostrawie. Współpracując z młodymi pracownikami nauki był promotorem kilkunastu rozpraw doktorskich, a ponadto wielokrotnie recenzował rozprawy doktorskie, monografie habilitacyjne i wnioski profesorskie.

## Działalność dydaktyczna
Prof. Edward Hrynkiewicz przygotował i prowadził w Politechnice Śląskiej szereg wykładów na studiach inżynierskich, magisterskich i doktoranckich, m.in. z takich przedmiotów jak Podstawy techniki cyfrowej, Elektroniczne urządzenia cyfrowe, Projektowanie urządzeń cyfrowych, Pamięci urządzeń cyfrowych, Sterowniki programowalne, Podstawy nowoczesnej syntezy logicznej (dla studiów doktoranckich). Zainicjował także nauczanie z przedmiotu Układy logiki programowalnej. Był również współtwórcą kierunku Teleinformatyka na Wydziale Automatyki, Elektroniki i Informatyki Politechniki Śląskiej. Do większości z tych wykładów organizował laboratoria lub uczestniczył w ich budowie. Na potrzeby przemysłu, z firmą OBRUM Gliwice, organizował i prowadził kursy programowania sterowników Modicon. W uznaniu dobrej jakości tych kursów firma Modicon nadała Instytutowi Elektroniki Politechniki Śląskiej status Modicon training center. Ponadto wraz z firmą ASCOM Gliwice organizował kursy programowania sterowników Simatic, a z firmą Prologic i oddziałem firmy OMRON z Krakowa kurs programowania sterowników OMRON.

## Działalność organizacyjna
Prof. Edward Hrynkiewicz włączał się w działalność organizacyjną na terenie Politechniki Śląskiej, ale też poza nią. Był członkiem Komitetu Elektroniki i Telekomunikacji Polskiej Akademii Nauk (PAN), członkiem Komisji Elektroniki przy Katowickim Oddziale PAN oraz jej przewodniczącym przez dwie kadencje. Jest członkiem Polskiego Stowarzyszenia Pomiarów Automatyki i Robotyki (POLSPAR) i przez jedną kadencję pracował w Komisji Rewizyjnej tej organizacji. Przez trzy kadencje był członkiem Komitetu Technicznego IFAC TC 4.1. Przez kilka konkursów był członkiem Komisji Elektroniki Komitetu Badań Naukowych (KBN) i Ministerstwa Nauki i Szkolnictwa Wyższego (MNiSW). Był członkiem grupy inicjującej powołanie Krajowej Konferencji Elektroniki (KKE), międzynarodowej konferencji Design and Diagnostic Electronic Circuits and Systems (DDCES), konferencji Reprogramowalne Układy Cyfrowe i międzynarodowej Konferencji Programmable Devices and Embedded Systems (PDeS), którą wielokrotnie współorganizował. Miał również zamiłowania sportowe. Organizował cotygodniowe pracownicze rozgrywki w siatkówkę oraz kilkakrotnie grupy na spływy kajakowe Obrą. Był członkiem Rady oddziałowej Związku Nauczycielstwa Polskiego na swoim Wydziale. Jest członkiem Stowarzyszenia Elektryków Polskich, Polskiego Towarzystwa Elektrotechniki Teoretycznej i Stosowanej i sekcji polskiej IEEE.

## Odznaczenia
Za działalność naukową, dydaktyczną i organizacyjną otrzymał szereg odznaczeń i orderów:
- Złoty Krzyż Zasługi (1993)
- Krzyż Kawalerski Orderu Odrodzenia Polski (2000)
- Medal Komisji Edukacji Narodowej (2001)
- Krzyż Oficerski Orderu Odrodzenia Polski (2012)
- Odznaka Zasłużony dla Politechniki Śląskiej (1999)
- Medal im. Prof. Janusza Groszkowskiego (2017)
- Medal im. Prof. Lucjana Nehrebeckiego (2020)
- Medal 60-lecia Politechniki Śląskiej (2005)
- Medal 60-lecia Politechniki Szczecińskiej (2007)
- Medal 40-lecia OBRUM Gliwice (2007)